# Jerzy Matusz
Jerzy Matusz (ur. 24 lutego 1957 w Jarosławiu, zm. 28 lipca 1999 w Brzeziach) – polski samorządowiec, burmistrz Jarosławia.

## Życiorys
Dorastał w rodzinnym mieście Jarosław. Podjął studia na Wydziale Metalurgicznym Akademii Górniczo-Hutniczej im. Stanisława Staszica w Krakowie, które ukończył w 1982 z wynikiem bardzo dobrym, uzyskując tytuły inżyniera i magistra.
Po uzyskaniu dyplomu rozpoczął pracę w Pracowni Projektowej przy Rolniczej Spółdzielni Produkcyjnej w Wietlinie. Od września 1990 pracował w Oddziale Ochrony Środowiska Jarosławskiego Urzędu Rejonowego. Stamtąd, w czerwcu 1992, przeszedł do pracy w Wydziale Urbanistyki i Architektury Urzędu Miasta Jarosławia.
W wyborach wyborach samorządowych 19 czerwca 1994, kandydując do rady gminy, uzyskał największą liczbę głosów (858), po czym został wybrany na burmistrza.
Za jego kadencji zadecydowano o budowie w Jarosławiu elektrowni gazowej, powstała Państwowa Wyższa Szkoła Zawodowa, a Jarosław z miasta znajdującego się w ostatniej pięćdziesiątce miast w Polsce pod względem uzyskiwanych dochodów w przeliczeniu na jednego mieszkańca, stał się miastem, które znalazło się wśród 10 o największej dynamice wzrostu dochodów (w tej kategorii miast).
W maju 1998 wygłosił na rynku akt zawierzenia Jarosławia Sercu Jezusowemu.
Zginął 28 lipca 1999 w wypadku drogowym. Wracał wówczas z rodziną z wypoczynku na Sądecczyźnie do Jarosławia. W miejscowości Brzezie na trasie E-40 kierowany przez niego Opel Astra z nieustalonych przyczyn zjechał na przeciwny pas jezdni i zderzył się z nadjeżdżającym z naprzeciwka samochodem Iveco. Następnego dnia zmarła w bocheńskim szpitalu jego córka, 15-letnia Katarzyna Matusz, a po 13 dniach 9 sierpnia 1999 – w krakowskiej klinice żona, Henryka Matusz (ur. 1959). Druga córka, 17-letnia Barbara przeżyła wypadek, a trzecia córka, 19-letnia Iwona przebywała wówczas w innym miejscu. Jerzy, Henryka i Katarzyna Matuszowie zostali pochowani na Nowym Cmentarzu Komunalnym w Jarosławiu.